# Гайстенова Аїда Муратівна
Аїда Муратівна Гайстенова (нар. 21 травня 1994, Щучинськ, Кокшетауська область, Казахстан) — казахська футболістка, півзахисниця російського клубу «Зеніт» і збірної Казахстану. Входить у «ТОП - 10 найкрасивіших спортсменок Казахстану» за версією ЗМІ. Резидентка корпорації fiftywan та обличчям світового спортивного бренду Adidas.

## Життєпис
Хавбек клубу «Окжетпес» згодом перейшла в ЖФК «Астана», звідки отримала виклик в жіночу збірну Казахстану.
З початку 2017 року Аїда виступала за «СШВСМ-Барис».
21 лютого 2018 року красноярський «Єнісей» оголосив про перехід Гайстенової. Угода розрахована на рік. Вище вказаний трансфер став першим історії жіночого футболу Казахстану.
Єдина дівчина з Казахстану яка потрапила в рейтинг «ТОП — 10» найсексуальніших футболісток світу.
10 квітня 2019 року стало відомо про те, що Аїда, продовжить кар'єру в складі російського футбольного клубу «Зірка-2005». У складі команди дебютувала в першому турі чемпіонату Росії проти столичного «Локомотива».
20 червня 2019 року в матчі 1/8 фіналу Кубку Росії проти «Уфи» оформила дубль. Зустріч завершилася великою перемогою пермячек з рахунком 10:0. 
Свій дебютний м'яч за «Зірку-2005» в чемпіонаті Росії футболістка забила у ворота чинного чемпіона «Рязань-ВДВ» і принесла своїй команді перемогу в одинадцятому турі. У складі ЖФК «Зірка-2005» стала володарем Кубку Росії 2019 року.
У грудні 2019 року приєдналася до проекту «Common Goal», метою якого є фінансування футбольних благодійних фондів по всьому світу.
Підтримує НВО «FARE Network» яка об'єднує всіх, хто прихильний боротьбі з нерівністю та дискримінацією в футболі і використовує спорт як інструмент для соціальної інтеграції.
У сезоні 2020 року офіційно оголошено про її перехід у «Зеніт».
У липні 2020 року підписала спонсорський контракт з брендом Adidas.

## Досягнення
- Кубок Росії
  -  Володар (1): 2019